# 從六位
從六位（日语：／ Jyurokui */?），為日本官階的一種。位於正六位之下、正七位之上。
大寶元年（701年）大寶律令確定該位階。律令制又將之分為從六位上和從六位下。中務省少丞、中監物、其他省的少丞、少判事、中宮職的大進及少進、上国的介、下国的守都是從六位。
明治時代初期太政官制取消其上下之別，神祇官大史、太政官少史、大學校的大助教與之位階相當。
1946年（昭和21年）停止授予生者此位階。與文官中的高等官5等（中學校及師範院校的校長等）、武官中的少佐的初叙位階相當。停止授予後，省廳之本省的係長、地方公共團體的課長、公立中學校的校長在死後會被給予從六位。

## 外部連結
- 位階令 （日語） - 法令データ提供システム
- 官位相当表 （日語） - 国立国会図書館近代デジタルライブラリー